# قلبورجي (أديامان)
قلبورجي (بالكردية: Xalbêrcî‏) (بالتركية: Kalburcu)‏ هي قرية تتبع إداريّاً لمديرية أديامان في محافظة أديامان التركية الواقعة في جنوب شرق الأناضول. بلغ عدد سكانها 192 نسمة في عام 2021.